# Spanska självständighetskriget
Det spanska självständighetskriget 1808-1814 var ett väpnat uppror mot den franske kejsaren Napoleon I:s anspråk på att installera sin bror Joseph Bonaparte på den spanska tronen och befästa hans makt, i stället för Ferdinand VII av Spanien, och att utveckla en modellstat grundad på de bonapartiska idealen. Detta i kombination med den tidigare franska konfrontationen med de portugisiska och brittiska statsmakterna under Napoleonkrigen, omskakade hela den Iberiska halvön fram till 1814.
Kriget började då franska arméer invaderade Portugal år 1807 och Spanien 1808 och fortsatte tills koalitionen bestående av Kejsardömet Österrike, Preussen, Sverige, Kejsardömet Ryssland, Storbritannien och Rhenförbundet slutligen besegrade Napoleon år 1814.
Med bakgrund av den stora konflikten Napoleonkrigen och krisen i Ancien régime, och förkroppsligad av Karl IV, utvecklades konflikten över ett komplext fält av omfattande sociala och politiska förändringar som drevs på av uppkomsten av en spansk nationell identitet och det inflytande som några av de ideal som fötts i upplysningen och franska revolutionen kom att få på patrioterna på landsbygden, paradoxalt spritt genom eliten av den förfranskade befolkningen. 
Startskottet till kriget var 2 maj-revolten i Madrid 1808 som riktades mot den franska ockupationen. Händelsen har förevigats i två kända målningar av konstnären Francisco de Goya.